# Сийярто, Петер
Петер Сийярто (венг. Szijjártó Péter; род. 30 октября 1978, Комаром) — венгерский политик, министр иностранных дел и внешней торговли Венгрии с 23 сентября 2014 года. Магистр в области международных отношений, был членом Национального собрания с 2002 года.

## Биография
Родился в богатой семье. Проведя полтора года в США, получил среднее образование в Czuczor Gergely Bencés Gimnázium города Дьёра. В 1997 году окончил Будапештский университет экономических наук и государственного управления (сегодня Университет Корвина), изучал международные отношения и спортивный менеджмент.

## Политическая карьера
Начал политическую карьеру в 1998 году, когда был избран членом муниципальных собраний города Дьёра. Являлся одним из основателей и первым председателем молодёжной организации Фидес в Дьёре, в 2001 году стал вице-президентом национальной организации.
Являлся личным представителем премьер-министра Венгрии Виктора Орбана с 2010 по 2012 год.
С 23 сентября 2014 года — министр иностранных дел Венгрии.

### Внешняя политика

#### Украина
3 октября 2017 года находился с визитом в Румынии. После встречи в городе Клуж-Напоке с министром иностранных дел Румынии Теодором Мелешкану Петер Сийярто заявил, что Будапешт и Бухарест вместе выступают против нового украинского закона «Об образовании», а также обозначил заинтересованность Венгрии в сохранении стратегического контакта с Румынией по данному вопросу. Петер Сийярто также отметил, что, как он считает, украинский закон «Об образовании» противоречит соглашению об ассоциации между Украиной и ЕС, подписание которого ранее поддержали Будапешт и Бухарест. По мнению Петера Сийярто принятие украинского закона «Об образовании» — это «удар в спину» Венгрии и Румынии.
20 сентября 2018 года в 15 часов 34 минуты (время московское) на сайте украинского интернет-издания «Европейская правда» со ссылкой на сайт венгерского МИД было приведено высказывание министра иностранных дел Венгрии Петера Сийярто об отношении к Украине из-за паспортного скандала, возникшего после обнародования видео раздачи паспортов в Берегове:
«Венгрия внимательно наблюдает за событиями, и не исключено, что и в будущем будет нужно продолжать замедлять интеграцию Украины в евроструктуры»
11 октября 2018 года — Принял участие в программе «Good Morning, Hungary!» на радиостанции «Kossuth Rádió». В ходе интервью в ответ на вопрос о сайте «Миротворец», на котором были опубликованы персональные данные трехсот закарпатских государственных и местных чиновников, которые, по информации сайта, являются лицами с двойным гражданством, сообщил:
«Это ложь, что украинское государство не имеет ничего общего с сайтом, на котором перечислены подозреваемые с украинско-венгерским гражданством».

В качестве аргумента для своего утверждения он привёл тот факт, что в перечне представлены личные данные, которые нельзя найти в открытых источниках, а возможно получить лишь от правительственных источников или спецслужб. Петер Сийярто добавил, что человек, который запустил активность по продвижению сайта «Миротворец», в настоящее время всё ещё работает в украинском правительстве.
«Кроме того, один из директоров НПО, который руководил экстремистским сайтом, работал в украинской спецслужбе.»
22 июля 2021 года, во время рабочего визита в Украину, он встретился в Киеве с Вадимом Рабиновичем, сопредседателем партии «Оппозиционная платформа — За жизнь».

#### Беларусь
26 октября 2024 года Петер Сийярто прибыл в Минск на конференцию «Евразийская безопасность». Его встретил министр иностранных дел Беларуси Сергей Алейник.

## Награды
- Медаль «100-летие органов дипломатической службы Азербайджанской Республики» (Азербайджан, сентябрь 2019)[9].
- Орден Почёта (Молдова, 7 декабря 2020 года) — в знак глубокой признательности за значительный вклад в развитие и укрепление молдо-венгерских отношений дружбы и сотрудничества и за содействие в проведении социально-экономических акций в Республике Молдова[10][11]
- Орден Сербского флага I степени (2021 год)[12]
- Орден Дружбы (Россия, 18 ноября 2021 года) — за большой вклад в развитие российско-венгерских отношений и промышленно-инвестиционного сотрудничества[13]
- Орден «Достук» (Кыргызстан, 29 апреля 2022 года) — за значительный вклад в развитие двустороннего сотрудничества и установление дипломатических отношений между Кыргызской Республикой и Венгрией[14]
- Орден «Достык» II степени (Республика Казахстан, 17 февраля 2025 года) - за вклад в развитие казахско-венгерских отношений.[15]